# Hyphydrus lasiosternus
Hyphydrus lasiosternus är en skalbaggsart som beskrevs av Guignot 1942. Hyphydrus lasiosternus ingår i släktet Hyphydrus och familjen dykare. Inga underarter finns listade i Catalogue of Life.